# Incendie de la cité des Flamants
L'incendie de la cité des Flamants fait 3 morts et une dizaine de blessés graves le samedi 17 juillet 2021 dans le 14e arrondissement de Marseille. L'immeuble appartient au bailleur social 13 Habitat. Une information judiciaire est ouverte. 

## Avant l'incendie
L’ampleur du mal-logement à Marseille avait été révélée en 2015 par le rapport Nicol, qui recensait 40 000 taudis, soit 100 000 personnes concernées, sur 860 000 habitants. Elle avait été découverte par le grand public au moment de l'effondrement des immeubles de la rue d'Aubagne en 2018.
La résidence Les Flamants, construite en 1972, est la propriété de 13 Habitat, le premier office HLM de la région Provence-Alpes-Côte-d’Azur avec 33 500 logements gérés. Les Flamants ont fait l’objet d’un projet de rénovation urbaine, is sont inclus dans le périmètre du chantier de réhabilitation du quartier financé en partie par l’Agence nationale de rénovation urbaine depuis 2005. La destruction était annoncée au début des années 2000, 13 Habitat impute le retard à la difficulté de reloger les locataires, mais refuse d'affecter à ces familles des logements disponibles dans les segments les plus valorisés de son parc. 
Quatorze locataires habitaient l'immeuble au moment de l'incendie. Les logements non officiellement loués étaient habités ou loués à des marchands de sommeil par des migrants, principalement d'origine nigériane. Selon l’Association marseillaise des usagers de la plate-forme d’accueil des demandeurs d’asile, « Tous [les habitants de l'immeuble] payaient un loyer à des marchands de sommeil, entre 200 et 300 euros suivant la taille du logement ».
La situation des Flamants est banale à Marseille, où l'État ne se soumet pas à ses obligations en ce qui concerne l'hébergement d’urgence et le logements des demandeurs d’asile. Le directeur régional de la Fondation Abbé-Pierre explique:  

« Les gens n’ont pas de quoi se loger. Ils squattent. Leur squat brûle. On les envoie pour 10 nuits dans un hôtel, qu’ils quittent au bout d’une nuit parce qu’ils ne peuvent pas s’y faire à manger… Ils retournent dans un squat et ça recommence. En fait, on place ces personnes dans la main de marchands de sommeil et d’emprises mafieuses, juste parce que pour des raisons politiques on ne veut pas regarder la réalité en face… C’est une gestion absurde. Elle coûte plus cher au contribuable et elle est inhumaine »

Marseille dispose de 2000 places d’accueil tous publics confondus, pour 12 000 personnes sans abri. Le 31 décembre 2020, 6 590 demandeurs d’asile à Marseille n’avaient pas accès à un centre officiel d’hébergement.
En avril 2021, Marsactu avait  décrit les difficultés des résidents et les tensions causées par l'insalubrité, la présence des squatteurs et de dealers,. Les acteurs institutionnels locaux, 13 Habitat, la préfecture de police et la préfecture des Bouches du Rhône se renvoient la balle.
En décembre 2019, des locataires écrivaient à Lionel Royer-Perreaut (LR), le président de 13 Habitat et 2e vice-président du conseil de Territoire Marseille-Provence délégué à l’habitat, à l’habitat indigne et au logement que 

« Les escaliers sont régulièrement bloqués par des encombrants qui peuvent à tout moment prendre feu se propageant ainsi dangereusement car rapidement (...) En cas d’incendie, les issues de secours sont inaccessibles. »

Le bailleur explique que la loi « mal faite » ne lui permet pas d'empêcher l'immeuble d'être squatté.

## Circonstances
L'incendie se déclare vers 5h30 du matin, dans les parties communes de l'immeuble,,. L’incendie se propage à l’ensemble des étages par les gaines techniques, sans pénétrer dans les appartements.  Pris de panique, certains habitants nouent des draps sur la facade. Plusieurs personnes sautent du 8ee étage de l'immeuble pour tenter d'échapper au feu. Trois d'entre elles décèdent. L'une des victimes saute avec un nourrisson qui survit. Plusieurs victimes sont blessées ou intoxiquées très grièvement, dont un enfant de deux ans et demi grièvement brulé,.  
En janvier 2022, dans le même arrondissement, un autre incendie provoque la mort d'un enfant,.  

## Victimes
Les trois personnes décédées sont des hommes de nationalité nigériane, âgés de 20 à 30 ans, morts après s’être défenestrés.

## Conséquences
La Ville de Marseille décide le 22 juillet d’empêcher toute occupation du bâtiment de près de 150 logements. Dans les jours qui suivent l'incendie, des tensions se développent aux Flamants et dans les quartiers de Saint-Charles et Noailles en centre ville; des heurts opposent migrants africains et bandes locales. Une militante sociale explique que depuis, « c’est la guerre entre les Nigérians et les Maghrébins dans tout Marseille ». Des CRS interviennent et plusieurs personnes sont interpelées.
L’incendie remet à la rue les centaines de migrants,. La municipalité héberge certains d'entre eux pendant trois jours dans deux gymnases. Selon la préfecture, qui se félicite trois jours après l'incendie de « la mise à l’abri de tous les occupants évacués », 118 anciens habitants de l'immeuble ont été réorientés vers des hébergements provisoires. Certains en situation irrégulière ont été placés en centre de rétention. La majorité se déplace vers d’autres cités marseillaises, comme la cité des Rosiers,, ce qui provoque de violentes tensions.
Une quarantaine d’autres associations et collectifs, dont Médecins du monde, ATD Quart Monde et la Ligue des droits de l’homme déclarent le 20 juillet dans un communiqué,: 

« Presque trois ans après la rue d’Aubagne, le drame des Flamants nous laisse un goût similaire : les institutions n’ont eu de cesse d’être alertées sur la situation, la laissant se dégrader jusqu’à ce que le pire arrive »

Les associations redoutent que la situation se répète dans une autre cité.
Deux semaines après le drame, des familles écrivent au maire de Marseille pour faire part de leurs difficultés: « difficulté d’accès au dépôt de plainte, frais funéraires, frais de déplacement pour la
famille résidant en Italie, absence de soutien psychologique, absence de soutien juridique pour
prendre part à l’enquête. »
Harry, âgé de 48 ans, originaire du Nigéria quitte la cité des Flamants et rejoint le squat du Petit Séminaire en septembre, il y meurt asphyxié en décembre,. Étant en demande d'asile, il aurait pourtant dû bénéficier d’un hébergement d’urgence. Une semaine après le décès, le squat est évacué.

## Suite judiciaires
L'enquête initiale conclut qu'il y a eu deux départs de feu, l'un dans la cage d'escalier et l'autre au 6e étage, et que l'incendie pourrait avoir une origine criminelle,. Une information judiciaire est ouverte, le parquet retenant les chefs d’accusation de « dégradations par incendie ayant entraîné la mort de trois jeunes hommes », « dégradations par incendie ayant entraîné une mutilation ou une infirmité permanente sur les personnes d’une femme et de son enfant » et « dégradations par incendie ayant entraîné une incapacité totale de travail » supérieure à huit jours pour quatre jeunes hommes et n’excédant pas huit jours pour une personne.